# Ole Paus (Musiker)

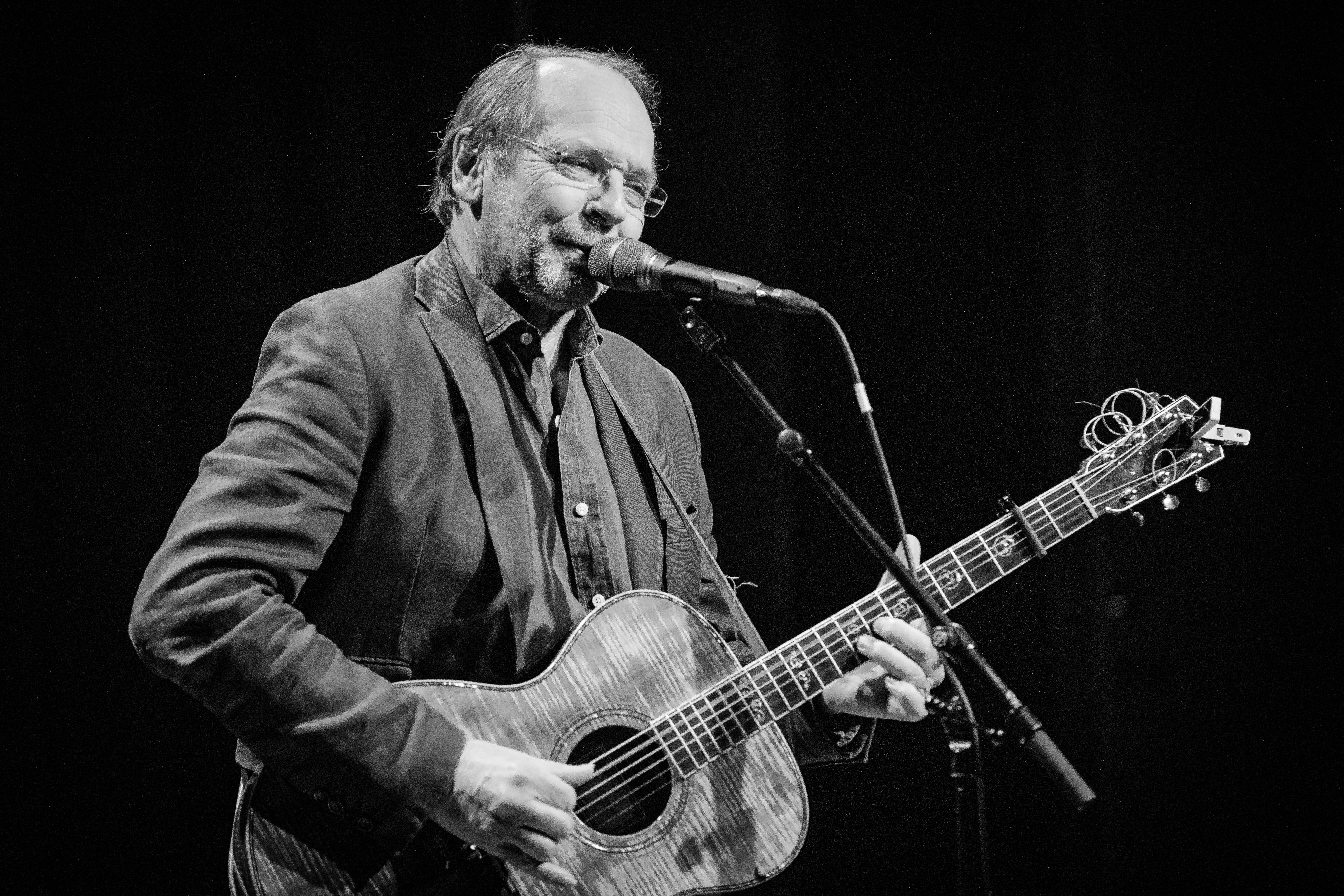
Ole Paus (2019)

Ole Christian Paus (* 9. Februar 1947 in Oslo; † 12. Dezember 2023 in Drammen) (Aussprache ['uːlɛ 'pæʉs]) war ein norwegischer Musiker, Sänger, Schriftsteller und Dichter. Er war eine der zentralen Figuren der sogenannten norwegischen Balladenwelle (visebølgen) in den 1970er Jahren. In den 1970er und 1980er Jahren wurde er besonders durch seine sozialkritischen und ironischen Texte, später für seine poetischen Werke bekannt.

## Familie
Ole Paus wuchs in Oslo, Elverum und Trondheim als Sohn des gleichnamigen Generals auf. Sein Urgroßvater, ebenfalls Ole Paus genannt, war ein Vetter Henrik Ibsens. Er gehörte zu einer wohlhabenden Industriellenfamilie aus Oslo; sein Vater war jedoch in Wien geboren und aufgewachsen als Sohn des dortigen norwegischen Konsuls Thorleif (von) Paus und dessen österreichischer Ehefrau Ella Stein. Ole Paus war Vater des Komponisten Marcus Paus.

## Karriere und Werk
Nach einem erfolglosen Versuch, Fallschirmjäger zu werden, begann er Ende der 1960er Jahre in Oslo als Sänger aufzutreten und brach schließlich das Studium der Rechtswissenschaften und Philologie ab.
Sein Debüt gab er 1970 mit seinem ersten Album und seinem ersten Buch im folgenden Jahr, nachdem er von Alf Cranner und Alf Prøysen entdeckt worden war. Er zeichnete sich mit scharfen sozialkritischen Texte und einem starken Interesse an Einsamkeit, Ausgestoßenen und Ausgegrenzten in der Gesellschaft aus, etwa in frühen Liedern wie „Jacobs Lied“, „Seltsame Mira“, „Blues für Pyttsan Jespersens Verwandte“ oder „Kajsas Lied“. Er hat sowohl eine lyrische Seite gezeigt und sich als scharfer Satiriker ausgezeichnet, nicht zuletzt in einer Reihe von Alben, die er Paus-posten nannte, mit Liedern, die politische und aktuelle Themen auf ironische und oft beleidigende Weise kommentierten. In seinen frühen Alben zeigte er eine kreative Inspiration aus Volksliedern, Jazz und Rock.
Durch seinen damaligen Partner Henny Moan wurde er ein enger Freund des Schriftstellers Jens Bjørneboe. Ab 1971 wurde Paus auch ein enger Freund von Ketil Bjørnstad, und zu ihren Kooperationsprojekten gehören die Klassiker Blues für Pyttsan Jespersens Verwandte und Leve Patagonia (Es Lebe Patagonien). Zu seinen späteren Werken zählen Lieder wie „Innerst i sjelen“ und „Engler i sneen“. Er hat Hymnen in Zusammenarbeit mit Kirkelig Kulturverksted (Kirchliche Kulturwerkstatt) interpretiert. In den 2000er Jahren hat er auch mit seinem Sohn, dem klassischen Komponisten Marcus Paus, zusammengearbeitet, unter anderem über die Kinderoper Die Hexen nach Roald Dahl.
Ole Paus war ab etwa 1970 einer der bekanntesten Sänger und Songwriter Norwegens. Er hatte ursprünglich eine konservative Haltung, von der er sich im Laufe der Zeit teilweise distanzierte, und er wurde teilweise als „bürgerlicher Anarchist“ wahrgenommen, der in alle Richtungen trat, aber niemals nach unten. Jon-Roar Bjørkvold hat ihn als „Kritiker und unermüdlicher Enfant terrible des Bürgertums“ bezeichnet. In seinen Texten verwendet er konsequent Norwegisch. In den 1960er Jahren war er einer der jungen Führer des Riksmål-Lagers im norwegischen Sprachkampf.
Sein Lied „Mitt lille land“ wurde von zahlreichen Künstlern gecovert und wurde ab 2011 als „neue Nationalhymne“ bezeichnet. Ole Paus führte auch durch eine Fernsehserie mit dem Titel „Mitt lille land“.

## Diskografie

### Alben
| Jahr | Titel                                  | Höchstplatzierung, Gesamtwochen, AuszeichnungChartsChartplatzierungen (Jahr, Titel, Platzierungen, Wochen, Auszeichnungen, Anmerkungen) | Anmerkungen                          |
| Jahr | Titel                                  | NO | Anmerkungen                          |
| ---- | -------------------------------------- | --- | ------------------------------------ |
| 1972 | Garmann                                | NO13 (13 Wo.)NO |                                      |
| 1973 | Blues for Pyttsan Jespersens pårørende | NO19 (2 Wo.)NO |                                      |
| 1974 | Zarepta                                | NO18 (2 Wo.)NO |                                      |
| 1977 | Zarepta                                | NO6 (15 Wo.)NO |                                      |
| 1977 | Nye pausposten                         | NO4 (14 Wo.)NO |                                      |
| 1978 | Siste pauseposten                      | NO8 (6 Wo.)NO |                                      |
| 1982 | Noen der oppe                          | NO14 (11 Wo.)NO |                                      |
| 1982 | Svarte ringer                          | NO26 (2 Wo.)NO |                                      |
| 1991 | Salmer på veien hjem                   | NO15 (5 Wo.)NO | mit Kari Bremnes & Mari Boine Persen |
| 1995 | Hva hjertet ser                        | NO22 (3 Wo.)NO |                                      |
| 2000 | Den velsignede                         | NO11 (8 Wo.)NO |                                      |
| 2004 | En bøtte med lys                       | NO30 (1 Wo.)NO |                                      |
| 2005 | Sanger fra et hvitmalt gjerde i sjelen | NO17 (2 Wo.)NO |                                      |
| 2006 | Hellige natt - Jul i Skippergata       | NO25 (2 Wo.)NO |                                      |
| 2007 | Den store norske sangboka              | NO9 (6 Wo.)NO |                                      |
| 2009 | Paus synger Paus                       | NO21 (2 Wo.)NO |                                      |
| 2013 | 20 av de beste sangene, Vol 1          | NO16 (1 Wo.)NO |                                      |
| 2013 | Avslutningen                           | NO1 ×2Doppelplatin · (17 Wo.)NO |                                      |
| 2016 | Sanger fra gutterommet                 | NO17 (2 Wo.)NO |                                      |
| 2020 | Så nær, så nær                         | NO1 (3 Wo.)NO |                                      |

Weitere Alben
- 1970: Der ute – der inne
- 1975: Lise Madsen, Moses og de andre (mit Ketil Bjørnstad)
- 1976: I anstendighetens navn
- 1978: Sjikaner i utvalg
- 1979: Kjellersanger
- 1982: Bjørnstad/Paus/Hamsun (mit Ketil Bjørnstad)
- 1984: Grensevakt
- 1986: Muggen manna
- 1989: Stjerner i rennesteinen
- 1992: Biggles' testamente
- 1995: Stopp pressen! Det grøvste fra Paus-posten
- 1996: To Rustne Herrer (mit Jonas Fjeld)
- 1996: Pausposten Extra!
- 1998: Det begynner å bli et liv
- 1998: Damebesøk (mit Jonas Fjeld)
- 2002: Kildens bredd (mit Ketil Bjørnstad)
- 2003: Tolv Rustne Strenger (mit Jonas Fjeld)
- 2015: roland – 17 sanger (mit Ketil Bjørnstad)

### Singles
| Jahr | Titel                                        | Höchstplatzierung, Gesamtwochen, AuszeichnungChartsChartplatzierungen (Jahr, Titel, Platzierungen, Wochen, Auszeichnungen, Anmerkungen) | Anmerkungen |
| Jahr | Titel                                        | NO | Anmerkungen |
| ---- | -------------------------------------------- | --- | ----------- |
| 2011 | Mitt lille land Jeg kaller det vakker musikk | NO4 (1 Wo.)NO |             |

Weitere Singles
- 2010: Den stilleste timen (Charity-Song für die Erdbebenopfer in Haiti)